# نيتارسوديل
نتارسوديل (Netarsudil) ، الذي يباع تحت الإسمين التجاريين روبريسا( Rhopressa)و روكينسا (Rhokiinsa)، هو دواء يستخدم لعلاج ارتفاع ضغط العين بما في ذلك الجلوكوما مفتوحة الزاوية.   و يعطى كقطرة للعين. 
تشمل الآثار الجانبية الشائعة لهذا العلاج على: احمرار العينين، و نزيف الملتحمة، و عدم وضوح الرؤية، و الدموع.  إضافة إلى ذلك، فقد تشمل الآثار الجانبية الأخرى التهاب القرنية البكتيري.  إنه مثبط للرو كيناز. 
تمت الموافقة على استخدام نيتارسوديل طبيًا في الولايات المتحدة في عام 2017 و بعدها في أوروبا في عام 2019.   في الولايات المتحدة، يبلغ سعر زجاجة سعة 2.5 مل حوالي 305 دولارًا أمريكيًا اعتبارًا من عام 2021.  كما أنه متوفر أيضًا في صورة مزيج من نتارسوديل/لاتانوبروست(netarsudil/latanoprost) . لم يتوفر تجاريًا في أوروبا و المملكة المتحدة اعتبارًا من عام 2021. 